# Yasuhiro Nomoto
Yasuhiro Nomoto (født 25. juni 1983) er en tidligere japansk fodboldspiller.
Han har spillet for flere forskellige klubber i sin karriere, herunder Consadole Sapporo og Fagiano Okayama.